# Coppelion
Coppelion (яп. コッペリオン, Kopperion) — сейнен-манґа автора й ілюстратора Томонорі Іноуе. Історія оповідає про трьох старшокласниць, які генетично спроектовані таким чином, щоб бути нейспринятливими для радіації, та відправлені до Токіо після того, як місто стало забрудненим у результаті ядерної катастрофи. Показ аніме-адаптації студії GoHands розпочався в японському ефірі 2 жовтня 2013 з одночасною трансляцією в Азії на Animax Asia та Viz Media для показу на онлайн-сервісі Viz Anime.

## Сюжет
2016 рік. Аварія на атомній електростанції поблизу Одайби перетворює центральну частину Японії в радіоактивну пустелю, спричинивши технологічну катастрофу та знищивши приблизно 90 % жителів. Токіо забруднене, уряд змушує своїх громадян евакуюватися. Пізніше завдяки генній інженерії з'являються люди, організм яких з народження здатний протистояти небезпечному випромінюванню, вони входять у загони спеціального призначення, їм не потрібен спеціальний костюм, протигаз чи інші захисні засоби, які необхідні звичайній людині, щоб хоч трохи протриматися в радіаційній зоні.
Події сюжету розгортається у 2036 році. В'їзд до колись величної столиці, а тепер міста-примари, через високий рівень радіації суворо заборонений. Проте двадцять років потому з місця катастрофи отримують сигнал лиха. Сухопутні Сили Самооборони Японії споряджають загін Coppelion з трьох школярок, які завдяки генній інженерії мають імунітет до радіації, володіють спеціальними навичками, та відправляють у Токіо, щоб знайти можливих виживанців, допомогти їм і з'ясувати, що ж послужило причиною катастрофи двадцятирічної давнини.

## Персонажі
- Ібара Нарусе (яп. 成瀬荊) — лідер загону Coppelion.
- Аой Фукасаку (яп. 深作葵) — учасниця загону Coppelion. Любить добре поїсти, завжди бере з собою багато їжі.
- Таеко Номура (яп. 野村タエ子) — учасниця загону Coppelion. Володіє вродженою підвищеною чутливістю, як і тварини. Любов Таеко до тварин імплантована в її ДНК.
- Харуто Курасава (яп. 黒澤遥人)
- Шіон Озу (яп. 小津詩音)
- Канон Озу (яп. 小津歌音)
- Оніхей Мішіма (яп. 三島鬼兵) — віце-директор загону Coppelion.

## Медіа

### Манґа
Літературна серіалізація Coppelion тривала в журналі Young Magazine з 2008 до 7 травня 2012, публікація продовжена у Monthly Young Magazine. На 31 серпня 2013 випущено 18 томів видавництва Kodansha. Третій том Coppelion став бестселером у чарті Oricon, досягнувши позиції 29 протягом тижня з 7 квітня 2009.
| №  | Дата виходу      | ISBN                   |
| -- | ---------------- | ---------------------- |
| 1  | 6 жовтня 2008    | ISBN 978-4-06-375572-5 |
| 2  | 6 січня 2009     | ISBN 978-4-06-361749-8 |
| 3  | 6 квітня 2009    | ISBN 978-4-06-361775-7 |
| 4  | 6 липня 2009     | ISBN 978-4-06-361807-5 |
| 5  | 6 жовтня 2009    | ISBN 978-4-06-361830-3 |
| 6  | 6 січня 2010     | ISBN 978-4-06-361857-0 |
| 7  | 6 травня 2010    | ISBN 978-4-06-361890-7 |
| 8  | 6 вересня 2010   | ISBN 978-4-06-361930-0 |
| 9  | 6 січня 2011     | ISBN 978-4-06-361992-8 |
| 10 | 5 травня 2011    | ISBN 978-4-06-382027-0 |
| 11 | 5 серпня 2011    | ISBN 978-4-06-382062-1 |
| 12 | 4 листопада 2011 | ISBN 978-4-06-382095-9 |
| 13 | 6 лютого 2012    | ISBN 978-4-06-382131-4 |
| 14 | 5 травня 2012    | ISBN 978-4-06-382170-3 |
| 15 | 6 серпня 2012    | ISBN 978-4-06-382203-8 |
| 16 | 6 листопада 2012 | ISBN 978-4-06-382234-2 |
| 17 | 6 березня 2013   | ISBN 978-4-06-382259-5 |
| 18 | 5 липня 2013     | ISBN 978-4-06-382316-5 |
| 19 | 6 вересня 2013   | ISBN 978-4-06-382353-0 |
| 20 | 6 грудня 2013    | ISBN 978-4-06-382385-1 |
| 21 | 6 червня 2014    | ISBN 978-4-06-382475-9 |
| 22 | 5 грудня 2014    | ISBN 978-4-06-382537-4 |
| 23 | 1 травня 2015    | ISBN 978-4-06-382604-3 |
| 24 | 6 листопада 2015 | ISBN 978-4-06-382699-9 |
| 25 | 6 квітня 2016    | ISBN 978-4-06-382760-6 |
| 26 | 6 квітня 2016    | ISBN 978-4-06-382761-3 |

### Аніме
У вересні 2010 у 40-му випуску Young Magazine оголошено, що аніме-адаптація манґи отримала зелене світло, але через яедрну катастрофу у Фукушімі виробництво аніме призупинено. Після найбільшого за всю історію Японії землетрусу і наступного за ним цунамі, що відбулися 11 березня 2011, з'явилися чутки, що манга через свою тематику може бути достроково завершена, проте ці чутки спростував автор.
Пізніше проект відроджений у 2013, перший епізод показаний на Japan Expo в Парижі і Anime Expo в Лос-Анджелесі в липні. Продюсером стала студія, трансляція почалася 2 жовтня 2013. Опенінг «ANGEL» та ендінг «Far» ((яп. 遠くまで) виконує angela.